# 國道6號 (印度)

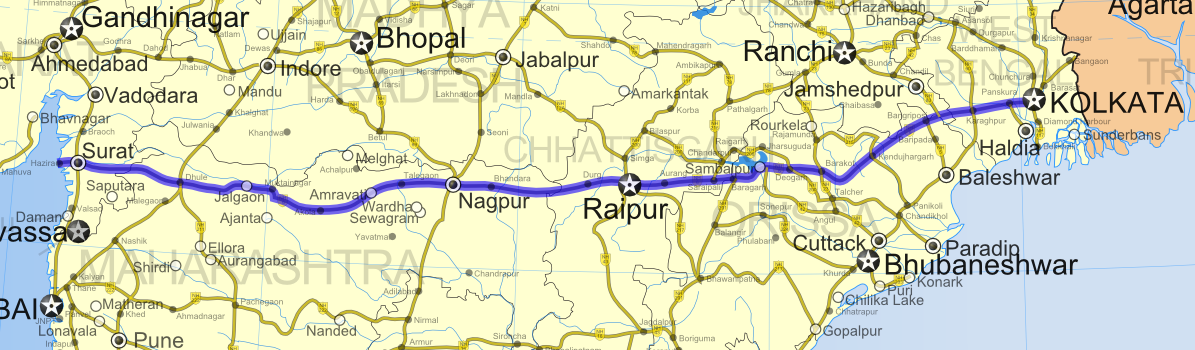
國道6號路線示意圖

國道6號（英語：National Highway 6，簡稱NH6），一條橫貫印度半島的公路，連接印度西部古吉拉特邦哈吉拉和東部最大城市加爾各答，全長1,949公里。
經過蘇拉特（古吉拉特邦）、杜利亞、賈爾岡、那格浦爾（馬哈拉施特拉邦）、賴布爾（切蒂斯格爾邦）、森伯爾布爾（奧里薩邦）、伯赫拉戈拉（賈坎德邦）、克勒格布爾（西孟加拉邦）等城市。